# Overexposed Tour
Overexposed Tour(오버익스포즈드 투어)는 미국의 팝 록 밴드 마룬 5의 네 번째 월드 투어이다.
이 투어의 일환으로 2012년 9월 14일과 15일에 대한민국의 부산광역시와 서울특별시에서 세 번째 내한 공연을 가졌다. 2012년 7월 3일, 티켓팅이 시작됨과 동시에 서버가 폭주하여 티켓팅 대란이 일어났다. "Moves Like Jagger" 공연 도중, 도입부에 싸이의 "강남스타일"이 삽입되었다.
2013년 5월에는 전 유럽 투어가 갑작스러운 일정의 충돌로 인해 2014년 1월로 미루어졌다고 발표되었다.

## 세트리스트
1. "Payphone"
2. "Makes Me Wonder"
3. "Lucky Strike"
4. "Sunday Morning"
5. "If I Never See Your Face Again"
6. "Wipe Your Eyes"
7. "Won't Go Home Without You"
8. "The Man Who Never Lied" / "Love Somebody" (북아메리카)
9. "Harder To Breathe"
10. "Wake Up Call"
11. "One More Night"
12. "Hands All Over"
13. "Misery"
14. "This Love"
15. "Stereo Hearts"
16. "She Will Be Loved"
17. "Daylight"

앙코르
1. "Moves Like Jagger"

## 오프닝 공연
- 킨 (브라질)[4]
- 하비에르 (아르헨티나)
- 더 캡 (아시아, 오스트레일리아)[5]
- 네온 트리스 (북아메리카)[6]
- 아울 시티 (북아메리카)[6]
- 에버모어 (오스트레일리아)
- PJ 모턴 (유럽)
- 로빈 시크 (네덜란드, 영국, 프랑스)

## 투어 일정
| 날짜               | 도시              | 국가           | 공연 장소                             |
| ------------------ | ----------------- | -------------- | ------------------------------------- |
| 북아메리카         |                   |                |                                       |
| 2012년 7월 21일    | 스테이트라인      | 미국           | Harveys Outdoor Arena                 |
| 2012년 8월 14일    | 몬트레이          | 멕시코         | Arena Monterrey                       |
| 2012년 8월 16일    | 멕시코 시티       | 멕시코         | 멕시코 시티 아레나                    |
| 2012년 8월 17일    | 과달라하라        | 멕시코         | Auditorio Telmex                      |
| 2012년 8월 21일    | 멕시코 시티       | 멕시코         | 멕시코 시티 아레나                    |
| 남아메리카         |                   |                |                                       |
| 2013년 8월 24일    | 쿠리치바          | 브라질         | Expotrade Arena                       |
| 2012년 8월 25일    | 리우 데 자네이루  | 브라질         | HSBC 아레나                           |
| 2012년 8월 26일    | 상 파울루         | 브라질         | Arena Anhembi                         |
| 2012년 8월 28일    | 리마              | 페루           | Estadio Monumenta ("U")               |
| 2012년 8월 29일    | 산티아고          | 칠레           | Movistar Arena                        |
| 2012년 8월 31일    | 부에노스 아이레스 | 아르헨티나     | Estadio Arquitecto Ricardo Etcheverri |
| 2012년 9월 1일     | 아순시온          | 파라과이       | Jockey Club del Paraguay              |
| 아시아             |                   |                |                                       |
| 2012년 9월 14일    | 부산              | 대한민국       | 사직실내체육관                        |
| 2012년 9월 15일    | 서울              | 대한민국       | 잠실종합운동장                        |
| 2012년 9월 18일    | 마닐라            | 필리핀         | Araneta Coliseum                      |
| 2012년 9월 20일    | 쿠알라룸푸르      | 말레이시아     | Shah Alam Stadium                     |
| 2012년 9월 22일    | 싱가포르          | 싱가포르       | Fort Canning Park                     |
| 2012년 9월 25일    | 상하이            | 중화인민공화국 | Mercedes-Benz Arena                   |
| 2012년 9월 27일    | 홍콩              | 홍콩           | AsiaWorld-Arena                       |
| 2012년 9월 29일    | 대북              | 타이완         | TWTC Nangang Exhibition Hall          |
| 2012년 10월 2일    | 동경              | 일본           | 무도관                                |
| 2012년 10월 4일    | 자카르타          | 인도네시아     | Istora Senayan                        |
| 2012년 10월 5일    | 자카르타          | 인도네시아     | Istora Senayan                        |
| 2012년 10월 8일    | 방콕              | 태국           | Impact Arena                          |
| 오세아니아         |                   |                |                                       |
| 2012년 10월 12일   | 멜버른            | 오스트레일리아 | Rod Laver Arena                       |
| 2012년 10월 13일   | 시드니            | 오스트레일리아 | Sydney Entertainment Centre           |
| 북아메리카         |                   |                |                                       |
| 2012년 12월 29일   | 라스 베이거스     | 미국           | Mandalay Bay Arena                    |
| 2012년 12월 30일   | 라스 베이거스     | 미국           | Mandalay Bay Arena                    |
| 2013년 2월 13일    | 콜럼버스          | 미국           | Schottenstein Center                  |
| 2013년 2월 14일    | 디트로이트        | 미국           | Palace of Auburn Hills                |
| 2013년 2월 16일    | 뉴욕 시           | 미국           | 매디슨 스퀘어 가든                    |
| 2013년 2월 17일    | 맨체스터          | 미국           | Verizon Wireless Arena                |
| 2013년 2월 19일    | 토론토            | 캐나다         | Air Canada Centre                     |
| 2013년 2월 20일    | 몬트리올          | 캐나다         | Bell Centre                           |
| 2013년 2월 22일    | 언캐스빌          | 미국           | Mohegan Sun Arena                     |
| 2013년 2월 23일    | 이스트 러더포드   | 미국           | Izod Arena                            |
| 2013년 2월 25일    | 그랜드 래피즈     | 미국           | Van Andel Arena                       |
| 2013년 2월 27일    | 캔사스 시티       | 미국           | Sprint Center                         |
| 2013년 3월 1일     | 몰린              | 미국           | I Wireless Center                     |
| 2013년 3월 3일     | 오마하            | 미국           | CenturyLink Center                    |
| 2013년 3월 4일     | 세인트 폴         | 미국           | Xcel Energy Center                    |
| 2013년 3월 7일     | Calgary           | 캐나다         | Scotiabank Saddledome                 |
| 2013년 3월 9일     | 벤쿠버            | 캐나다         | Rogers Arena                          |
| 2013년 3월 11일    | 시애틀            | 미국           | KeyArena                              |
| 2013년 3월 13일    | 산 호세           | 미국           | HP 파빌리온 앳 산 호세                |
| 2013년 3월 15일    | 로스앤젤레스      | 미국           | Staples Center                        |
| 2013년 3월 16일    | 라스 베이거스     | 미국           | Mandalay Bay Arena                    |
| 2013년 3월 19일    | 휴스턴            | 미국           | 도요타 센터                           |
| 2013년 3월 21일    | 댈라스            | 미국           | American Airlines Arena               |
| 2013년 3월 22일    | Tulsa             | 미국           | BOK 센터                              |
| 2013년 3월 24일    | 내쉬빌            | 미국           | Bridgestone Arena                     |
| 2013년 3월 26일    | 버밍험            | 미국           | BJCC 아레나                           |
| 2013년 3월 27일    | 애틀랜타          | 미국           | 필립스 아레나                         |
| 2013년 3월 29일    | Ft. Lauderdale    | 미국           | BankAtlantic Center                   |
| 2013년 3월 30일    | 올란도            | 미국           | Amway Center                          |
| 2013년 4월 1일     | 잭슨빌            | 미국           | Veterans Memorial Arena               |
| 2013년 4월 3일     | 워싱턴 D.C.       | 미국           | 버라이존 아레나                       |
| 2013년 4월 4일     | 필라델피아        | 미국           | Wells Fargo Center                    |
| 2013년 4월 6일     | 로즈먼트          | 미국           | Allstate Arena                        |
| 2013년 4월 26일[A] | 뉴 올리언스       | 미국           | Fair Grounds Race Course              |
| 유럽               |                   |                |                                       |
| 2013년 6월 22일    | 버밍엄            | 잉글랜드       | LG 아레나                             |
| 2013년 6월 23일    | 런던              | 잉글랜드       | The O2 Arena                          |
| 2013년 6월 24일    | 런던              | 잉글랜드       | The O2 Arena                          |
| 2013년 6월 26일    | 맨체스터          | 잉글랜드       | Manchester Evening News Arena         |
| 2013년 6월 27일    | 글래스고          | 스코틀랜드     | Braehead Arena                        |
| 2013년 6월 29일    | 더블린            | 아일랜드       | The O2                                |
| 2013년 7월 2일     | 파리              | 프랑스         | Palais Omnisports de Paris-Bercy      |
| 2013년 7월 3일     | 암스테르담        | 네덜란드       | Ziggo Dome                            |

Festivals and other miscellaneous performances
^ A 이 콘서트는 뉴 올리언스 재즈&헤리티지 페스티벌(New Orleans Jazz & Heritage Festival)의 일부이다.

### 박스 오피스
| 장소                        | 도시             | 판매량 / 전체 티켓량     | 수익        |
| --------------------------- | ---------------- | ------------------------ | ----------- |
| Expotrade Arena             | 쿠리치바         | 9,673 / 9,673 (100%)     | $792,981    |
| HSBC 아레나                 | 리우 데 자이네루 | 15,000 / 15,000 (100%)   | $1,218,066  |
| Arena Anhembi               | 상 파울로        | 35,000 / 35,000 (100%)   | $2,799,348  |
| Jockey Club                 | Asunción         | 14,000 / 14,000 (100%)   | $720,518    |
| 메르세데스 벤츠 아레나      | 상하이           | 10,229 / 10,229 (100%)   | $1,059,014  |
| Sydney Entertainment Centre | 시드니           | 10,401 / 10,401 (100%)   | $941,922    |
| Bell Centre                 | 몬트리올         | 15,980 / 15,980 (100%)   | $1,137,770  |
| Mohegan Sun Arena           | Uncasville       | 5,556 / 5,556 (100%)     | $452,120    |
| Van Andel Arena             | Grand Rapids     | 11,578 / 11,578 (100%)   | $725,692    |
| Staples Center              | 로스앤젤레스     | 15,192 / 15,192 (100%)   | $1,071,816  |
| BOK 센터                    | Tulsa            | 13,973 / 13,973 (100%)   | $803,004    |
| 합계                        | 합계             | 156,582 / 156,582 (100%) | $11,722,251 |